# Buena Vista Social Club (álbum)
Buena Vista Social Club é um disco gravado em 1996, pelo produtor musical Ry Cooder, envolvendo músicos cubanos de vanguarda, que haviam, em grande parte, caído no ostracismo. O nome se deve a uma antiga casa de shows cubana onde diversos músicos cubanos se apresentaram, que já havia deixado de existir nos anos 50.
A ideia do produtor musical era reunir em um disco os maiores artistas cubanos, como se formasse um grupo que, na verdade, nunca havia existido concretamente - os artistas, em geral, tinham suas próprias carreiras, ou tocaram em épocas diferentes.
Envolveram-se no projeto os músicos Ibrahim Ferrer (cantor), Compay Segundo, (cantor e tresero), Rubén González (pianista), Eliades Ochoa (violonista), Omara Portuondo (cantora), Barbarito Torres (alaúde cubano), Juan de Marcos González, Manuel "Puntillita" Licea, Orlando "Cachaito" López, Manuel "Guajiro" Mirabal, Amadito "Tito" Valdés e Pio Leyva.
O disco é objeto de documentário homônimo, de 1998, dirigido pelo alemão Wim Wenders.

## Antecedentes
Em 1996, o guitarrista norte-americano Ry Cooder foi convidado para ir à Havana pelo produtor britânico da gravadora World Circuit Records, Nick Gold, para gravar uma sessão onde dois músicos africanos de High-life iriam fazer uma parceria com músicos cubanos. Ao chegar em Havana, soube-se que os músicos africanos não receberam seus vistos e não puderam viajar à Cuba. Então, Cooder e Gold mudaram de planos e decidiram gravar um álbum de música cubana com músicos locais. Já a bordo do projeto de parceria com os africanos estavam músicos cubanos como o baixista Orlando "Cachaito" López, o violonista Eliades Ochoa e o diretor musical Juan de Marcos González. A procura por mais músicos levou o grupo ao cantor Manuel "Puntillita" Licea, o pianista Rubén González e ao cantor octogenário Compay Segundo, todos tendo concordado em gravar para o projeto.
Dentro de três dias após o nascimento do projeto, Cooder, Gold e de Marcos juntaram um grande grupo de artistas e organizaram sessões de gravação que se iniciaram na EGREM Studios em Havana, local que anteriormente pertencia à gravadora RCA, onde o equipamento e a atmosfera haviam permanecido inalterados desde a década de 50. A comunicação entre os falantes de espanhol e inglês no estúdio foi feita através de um intérprete, embora Cooder tenha refletido que "os músicos se entendem através de outros meios além da fala".

## Gravação
O álbum foi gravado em apenas seis dias e continha quatorze faixas; abrindo com "Chan Chan", composta por Compay Segundo, uma música de quatro acordes que se tornaria o que Cooder descreveu como "o cartão de visitas do Buena Vista"; e encerrando com uma versão de "La bayamesa", uma canção patriótica tradicional cubana (não confundir com o Hino Nacional Cubano que tem o mesmo nome). As sessões também produziram material para o álbum lançado posteriormente, Introducing...Rubén González, o qual apresentou o trabalho do pianista cubano. Entre as canções deixadas de fora do álbum estavam o clássico bolero "Lágrimas negras", que foi considerada muito popular para a inclusão, além de "Macusa", de Compay Segundo. Ambas as músicas foram posteriormente lançadas na compilação Lost and Found.

### Músicas
A maior parte do álbum compreende padrões do repertório de trovas, chamadas de sones, guajiras e boleros, tocadas tipicamente por um pequeno conjunto conduzido por cordas. O melhor exemplo da tradicão do "son" no álbum é "Chan Chan", a melodia de assinatura do grupo e primeira música do álbum. Composta nos anos 80, é uma das canções mais famosas de Compay Segundo, e a qual ele havia gravado várias vezes, mais notavelmente com Eliades Ochoa e seu Cuarteto Patria. A mesma fórmula é seguida nesta gravação, com Ochoa na voz principal e Segundo na segunda voz, como evidencia seu nome artístico. A letra da música retrata uma cena rural com dois personagens: Juanita e Chan Chan. "Chan Chan" é seguida por "De camino a la vereda", outro "son", composta e interpretada por Ibrahim Ferrer.
Outro exemplo de um son cubano é "El cuarto de Tula", de Sergio González Siaba, interpretado por Eliades Ochoa, com Ibrahim Ferrer e Manuel "Puntillita" Licea se juntando a ele em uma extensa improvisação de letras. Barbarito Torres toca um frenético solo de alaúde encerrando a faixa. Timbales são tocadas por Yulién Oviedo Sánchez, na época com 13 anos de idade. A música fez parte da trilha do filme Training Day, de 2001. "Candela" é outro son clássico, composto por Faustino Oramas "El Guayabero". Sua letra, repleta de insinuações sexuais, é cantada por Ibrahim Ferrer que improvisa linhas vocais ao longo da faixa, enquanto todo o conjunto faz uma extensa improvisação.
Dos muitos boleros incluídos no álbum, "Dos gardenias", de Isolina Carrillo, seja talvez o mais famoso, sendo interpretado aqui por Ibrahim Ferrer. Carrillo escreveu a música em 1945 e rapidamente se tornou um enorme sucesso em Cuba e no exterior. A música foi escolhida para integrar o álbum após Cooder ouvir Ferrer e Rubén González improvisar a melodia antes de uma sessão de gravação. Ferrer havia aprendido a música quando tocava com o músico cubano Benny Moré. Outro bolero, "¿Y tú qué has hecho?", foi composto por Eusebio Delfin nos anos 20 e é interpretada por Compay Segundo. Segundo era tradicionalmente um cantor de segunda voz, proporcionando um contraponto harmônico. Nesta gravação, ele faz ambas as vozes em múltiplas faixas. A música também apresenta um dueto entre o tres de Segundo e a guitarra de Ry Cooder. "Veinte años", também um bolero, é cantada por Omara Portuondo com Segundo na segunda voz. Os outros boleros incluídos no álbum são "Amor de la loca juventud", de Rafael Ortiz e "Orgullecida", de Eliseo Silveira, ambas cantadas por Compay Segundo, além de "Murmullo", de Electo Rosel, cantada por Ibrahim Ferrer, que havia sido o vocal principal da Orquestra Chepín-Chovén, de Rosel.
"El carretero" é uma guajira (lamento sertanejo) cantado por Eliades Ochoa com todo o conjunto provendo instrumentos adicionais e backing vocals, enquanto "La bayamesa", uma famosa canção criolla composta por Sindo Garay, é usada para encerrar o álbum, com Puntillita, Compay Segundo e Ibrahim Ferrer nos vocais.

Duas músicas do repertório do danzón cubano foram incluídas: "Pueblo Nuevo" e "Buena Vista Social Club", ambas dedicadas a locais de Havana, originalmente gravadas por Arcaño y sus Maravillas, e compostas pelo baixista Cachao (embora esta última tenha sido erroneamente atribuída ao seu irmão Orestes López no encarte do álbum por Cooder). A faixa título destaca o trabalho de piano de Rubén González. Foi gravada após Cooder ouvir González improvisando em torno do tema melódico da música antes de uma sessão de gravação. Após tocar a melodia, González contou à Cooder a história do clube social e que aquela música era o tema do clube. Quando procurava por um nome para o projeto, o gerente Nick Gold escolheu o título desta música. De acordo com Cooder:
"Deveria ser a coisa que o diferenciava. Era uma espécie de clube até então. Todo mundo estava saindo e tomávamos rum e café por volta das duas da tarde. Parecia um clube, então vamos chamar assim."

## Recepção
| Críticas profissionais | Críticas profissionais |
| Avaliações da crítica  | Avaliações da crítica  |
| Fonte                  | Avaliação              |
| ---------------------- | ---------------------- |
| AllMusic               | [ 15 ]                 |
| Robert Christgau       | (menção honrosa)       |
| Rolling Stone          | [ 17 ]                 |

Buena Vista Social Club recebeu consideráveis elogios da crítica, compositores e publicações de música.
Em 2003, o álbum foi classificado com o número 260 da lista dos 500 Melhores Álbuns de Todos os Tempos da revista Rolling Stone, um dos dois únicos álbuns da lista a ser produzido em um país de língua não-inglesa. O álbum também foi incluído no livro 1001 Albums You Must Hear Before You Die.  Em 2015, o álbum já havia vendido mais de 12 milhões de cópias.
O álbum ganhou um Grammy em 1998 na categoria de Melhor Álbum Latino Tropical Tradicional e Álbum Tropical/Salsa do Ano por um Grupo na edição de 1998 da Billboard Latin Music Awards.

## Faixas
| N.º            | Título                    | Compositor(es)         | Duração |  |
| 1.             | "Chan Chan"               | Compay Segundo         | 4:16    |  |
| 2.             | "De camino a la vereda"   | Ibrahim Ferrer         | 5:03    |  |
| 3.             | "El cuarto de Tula"       | Sergio González Siaba  | 7:27    |  |
| 4.             | "Pueblo Nuevo"            | Israel "Cachao" López  | 6:05    |  |
| 5.             | "Dos gardenias"           | Isolina Carrillo       | 3:02    |  |
| 6.             | "¿Y tú qué has hecho?"    | Eusebio Delfín         | 3:13    |  |
| 7.             | "Veinte años"             | María Teresa Vera      | 3:29    |  |
| 8.             | "El carretero"            | Guillermo Portabales   | 3:28    |  |
| 9.             | "Candela"                 | Faustino Oramas        | 5:27    |  |
| 10.            | "Amor de loca juventud"   | Rafael Ortiz           | 3:21    |  |
| 11.            | "Orgullecida"             | Eliseo Silveira        | 3:18    |  |
| 12.            | "Murmullo"                | Electo "Chepín" Rosell | 3:50    |  |
| 13.            | "Buena Vista Social Club" | Israel "Cachao" López  | 4:50    |  |
| 14.            | "La bayamesa"             | Sindo Garay            | 2:54    |  |
| Duração total: | Duração total:            | Duração total:         | 60:00   |  |